# Peter Morgan (scénariste)
 (juillet 2021).
Si vous disposez d'ouvrages ou d'articles de référence ou si vous connaissez des sites web de qualité traitant du thème abordé ici, merci de compléter l'article en donnant les références utiles à sa vérifiabilité et en les liant à la section « Notes et références ».
Pour les articles homonymes, voir Peter Morgan et Morgan.
Peter Morgan est un scénariste, producteur, producteur délégué et acteur britannique né le 10 avril 1963 à Londres.
Le scénariste est connu pour raconter des histoires basées sur des faits historiques. C'est le cas dans ses scénarios pour le cinéma (Le Dernier Roi d'Écosse, The Queen, Rush), pour la télévision (The Jury, The Special Relationship, The Crown) et dans ses pièces de théâtre comme Frost/Nixon (qui inspira le film homonyme) ou The Audience.

## Filmographie

### Scénariste
- 1988 : Madame Sousatzka de John Schlesinger
- 1991 : Dear Rosie de Peter Cattaneo (court métrage)
- 1992 : Inferno d'Ellen von Unwerth (téléfilm)
- 1992 : Le toucher silencieux (Dotknięcie ręki) de Krzysztof Zanussi
- 1993 : Rik Mayall Presents... Micky Love (Micky Love) de Nick Hamm (téléfilm)
- 1997 : The Chest de Suri Krishnamma (téléfilm)
- 1998 : Martha, Frank, Daniel et Lawrence (Martha - Meet Frank, Daniel and Laurence) de Nick Hamm
- 2000 : Metropolis (5 épisodes)
- 2002 : The Jury (6 épisodes)
- 2003 : Le Deal (The Deal) de Stephen Frears (téléfilm)
- 2003 : Henry VIII de Pete Travis (téléfilm)
- 2005 : Colditz : La Guerre des évadés (Colditz) de Stuart Orme (2 épisodes)
- 2006 : Le Dernier Roi d'Écosse (The Last King of Scotland) de Kevin Macdonald
- 2006 : The Queen de Stephen Frears
- 2006 : Longford de Tom Hooper (téléfilm)
- 2008 : Deux Sœurs pour un roi (The Other Boleyn girl) de Justin Chadwick
- 2008 : Frost/Nixon, l'heure de vérité (Frost/Nixon) de Ron Howard
- 2009 : Jeux de pouvoir (State of Play) de Kevin MacDonald
- 2009 : The Damned United de Tom Hooper
- 2010 : Au-delà (Hereafter) de Clint Eastwood
- 2010 : Once Upon an Spy, scénario abandonné pour le 23e film sur James Bond, qui devint Skyfall[1]
- 2010 : The Special Relationship de Richard Loncraine (téléfilm)
- 2012 : 360 de Fernando Meirelles
- 2013 : Rush de Ron Howard
- 2014 : The Lost Honour of Christopher Jefferies (2 épisodes)
- 2015 : Prémonitions (Solace) d'Afonso Poyart (non crédité)[2]
- 2015 : Au cœur de l'Océan (In the Heart of the Sea) de Ron Howard
- 2016 - 2023 : The Crown (série télévisée, 60 épisodes. Également showrunner)
- 2018 : Bohemian Rhapsody de Bryan Singer et Dexter Fletcher (histoire uniquement)
- À venir : Une nouvelle adaptation de Ces garçons qui venaient du Brésil[3] et la transposition à l'écran de sa pièce Patriots (sur l'ascension de Boris Berezovsky et de Vladimir Poutine)[4].

### Production

#### Producteur exécutif
- 2002 : The Jury (6 épisodes)
- 2003 : Henry VIII de Pete Travis
- 2006 : Longford de Tom Hooper (téléfilm)
- 2008 : Frost/Nixon, l'heure de vérité (Frost/Nixon) de Ron Howard
- 2009 : The Damned United de Tom Hooper
- 2010 : The Special Relationship de Richard Loncraine (téléfilm)
- 2010 : Au-delà (Hereafter) de Clint Eastwood
- 2011 : La Taupe de Tomas Alfredson
- 2014 : The Lost Honour of Christopher Jefferies (2 épisodes)
- 2016 - 2023 : The Crown (60 épisodes)
- 2022 : Mein Vater, der Fürst de Lila Morgan et Lukas Sturm (documentaire)

#### Producteur associé
- 2003 : Le Deal (The Deal) de Stephen Frears (téléfilm)

#### Producteur
- 2013 : Rush de Ron Howard

### Acteur
- 2003 : Le Deal (The Deal) de Stephen Frears : un journaliste TV
- 2012 : 360 de Fernando Meirelles : le vendeur

## Distinctions principales

### Récompenses
- 2004 : BAFTA TV Awards 2004 : meilleur téléfilm dramatique pour Le Deal[5]
- 2006 : British Independent Film Awards 2006 : meilleur scénario pour The Queen
- 2006 : Chicago Film Critics Association Awards 2006 : meilleur scénario original pour The Queen
- 2006 : Los Angeles Film Critics Association Awards 2006 : meilleur scénario pour The Queen
- 2006 : Satellite Awards 2006 : meilleur scénario original pour The Queen
- 2007 : British Academy Film Awards : meilleur scénario adapté pour Le Dernier Roi d'Écosse
- 2007 : British Academy Film Awards : meilleur scénariste pour Longford
- 2007 : Evening Standard British Film Awards : meilleur scénario pour Le Dernier Roi d'Écosse et The Queen
- 2007 : BAFTA Scotland : meilleur scénario pour Le Dernier Roi d'Écosse
- 2007 : Golden Globes : meilleur scénario pour The Queen
- 2007 : London Film Critics Circle : scénariste de l'année pour The Queen
- 2008 : Sierra Awards : meilleur scénario pour Frost/Nixon, l'heure de vérité
- 2008 : Satellite Awards : meilleur scénario adapté pour Frost/Nixon, l'heure de vérité
- 2021 : Primetime Emmy Awards : meilleur scénario pour l'épisode Guerre de la série The Crown

### Nominations
- 2006 : British Independent Film Awards : meilleur scénario pour Le Dernier Roi d'Écosse'
- 2007 : Oscars : meilleur scénario original pour The Queen
- 2007 : British Academy Film Awards : meilleur scénario original pour The Queen
- 2009 : British Academy Film Awards : meilleur scénario adapté pour Frost/Nixon, l'heure de vérité
- 2009 : Oscars du meilleur scénario adapté pour Frost/Nixon, l'heure de vérité
- 2009 : Golden Globes du meilleur scénario pour Frost/Nixon, l'heure de vérité